# Друга лінія (Сеульський метрополітен)
Друга лінія (Сеульський метрополітен) (кор. 서울 지하철 2호선) — одна з ліній метро у столиці Південної Кореї, місті Сеул. Найбільш завантажена з усіх ліній Сеульського метрополітену.

Схема лінії

## Історія
Будівництво лінії розпочалося 9 березня 1978 року, початкова ділянка «Сінсольдонг»-«Спортивний комплекс» з 12 станцій та 14,3 км відкрилася 31 жовтня 1980 року.

### Хронологія подальшого розвитку
- 23 грудня 1982 — розширення лінії на 5 станцій, ділянка «Спортивний комплекс»-«Сеульський Національний Педагогічний Університет».
- 16 вересня 1983 — розширення лінії на 9 станцій, ділянка «Сонгсу»-«Ильчіро 1-Га».
- 17 грудня 1983 — розширення лінії на 5 станцій, ділянка «Сеульський Національний Педагогічний Університет»-«Сеульський Національний Університет».
- 22 травня 1984 — розширення лінії на 16 станцій, після чого лінія стає кільцевою.
- 22 травня 1992 — відкриття початкової ділянки відгалуження Сінчонг з 2 станцій.
- 29 лютого 1996 — розширення відгалуження Сінчонг на 1 станцію «Сінчонгнегорі».
- 20 березня 1996 — розширення відгалуження Сінчонг на 1 станцію «Ккачхісан», одночасно з новою ділянкою П'ятої лінії.
- 20 жовтня 2005 — на діючому відгалуженні Сонгсу відкрита станція «Йонгду».

## Лінія
Лінія складається з основної кільцевої лінії довжиною 47,7 км та двох невеликих відгалужень; Сонгсу довжиною 5,4 км та Сінчонг довжиною 6 км. Таким чином загальна довжина лінії 60,2 км що робить її другою найдовшою кільцевою лінією метро у світі після Десятої лінії Пекінського метро. Інтервал руху починається від 2 хвилин 20 секунд у годину пік, межпіковий 5 - 6 хвилин. Як і на більшості інших ліній метрополітену міста, використовуються потяги що живляться від повітряної контактної мережі.

## Станції
Після проведеної реконструкції всі станції обладнали станційними дверима що відділяють платформу від потягу, що зробило їх станціями закритого типу.
Станції за годинниковою стрілкою.
| Друга лінія (головна лінія)        |                                                    |                    |                                          |                        |                                         |                                                             |                 |
| № станції                          | Назва українською                                  | Назва корейською   | Назва англійською                        | Розташування           | Пересадка                               | Тип                                                         | Дата відкриття  |
| 201                                | «Мерія»                                            | 시청               | «City Hall»                              | Район Чун, Сеул        | Перша лінія                             | Підземна з острівною платформою                             | 22 травня 1984  |
| 202                                | «Ильчіро 1-Га»                                     | 을지로입구         | «Euljiro 1-ga»                           | Район Чун, Сеул        |                                         | Підземна з береговими платформами                           | 16 вересня 1983 |
| 203                                | «Ильчіро 3-Га»                                     | 을지로3가          | «Euljiro 3-ga»                           | Район Чун, Сеул        | Третя лінія                             | Підземна з береговими платформами                           | 16 вересня 1983 |
| 204                                | «Ильчіро 4-Га»                                     | 을지로4가          | «Euljiro 4-ga»                           | Район Чун, Сеул        | П'ята лінія                             | Підземна з береговими платформами                           | 16 вересня 1983 |
| 205                                | «Парк Історії та Культури Донгдемун»               | 동대문역사문화공원 | «Dongdaemun History & Culture Park»      | Район Чун, Сеул        | Четверта лінія П'ята лінія              | Підземна з береговими платформами                           | 16 вересня 1983 |
| 206                                | «Сінданг»                                          | 신당               | «Sindang»                                | Район Чун, Сеул        | Шоста лінія                             | Підземна з береговими платформами                           | 16 вересня 1983 |
| 207                                | «Сангвангсімні»                                    | 상왕십리           | «Sangwangsimni»                          | Район Сонгдонг, Сеул   |                                         | Підземна з береговими платформами                           | 16 вересня 1983 |
| 208                                | «Вангсімні»                                        | 왕십리             | «Wangsimni»                              | Район Сонгдонг, Сеул   | П'ята лінія Пунданг Кьонгі-Чунганг      | Підземна з береговими платформами                           | 16 вересня 1983 |
| 209                                | «Університет Хан'янг»                              | 한양대             | «Hanyang University»                     | Район Сонгдонг, Сеул   |                                         | Напів підземна з береговими платформами                     | 16 вересня 1983 |
| 210                                | «Ттуксом»                                          | 뚝섬               | «Ttukseom»                               | Район Сонгдонг, Сеул   |                                         | Естакадна з береговими платформами                          | 16 вересня 1983 |
| 211                                | «Сонгсу»                                           | 성수               | «Seongsu»                                | Район Сонгдонг, Сеул   | Друга лінія (відгалуження Сонгсу)       | Естакадна з двома острівними платформами                    | 31 жовтня 1980  |
| 212                                | «Університет Конкук»                               | 건대입구           | «Konkuk University»                      | Район Квангчін, Сеул   | Сьома лінія                             | Естакадна з береговими платформами                          | 31 жовтня 1980  |
| 213                                | «Гуї»                                              | 구의               | «Guui »                                  | Район Квангчін, Сеул   |                                         | Естакадна з береговими платформами                          | 31 жовтня 1980  |
| 214                                | «Кангбьон»                                         | 강변               | «Gangbyeon»                              | Район Квангчін, Сеул   |                                         | Естакадна з береговими платформами                          | 31 жовтня 1980  |
| 215                                | «Чамсільлару»                                      | 잠실나루           | «Jamsillaru»                             | Район Сонгпа, Сеул     |                                         | Естакадна з береговими платформами                          | 31 жовтня 1980  |
| 216                                | «Чамсіль»                                          | 잠실               | «Jamsil»                                 | Район Сонгпа, Сеул     | Восьма лінія                            | Підземна з береговими платформами                           | 31 жовтня 1980  |
| 217                                | «Чамсільсене»                                      | 잠실새내           | «Jamsilsaenae»                           | Район Сонгпа, Сеул     |                                         | Підземна з береговими платформами                           | 31 жовтня 1980  |
| 218                                | «Спортивний комплекс»                              | 종합운동장         | «Sports Complex»                         | Район Сонгпа, Сеул     | Дев'ята лінія                           | Підземна з береговими платформами                           | 31 жовтня 1980  |
| 219                                | «Самсонг»                                          | 삼성               | «Samseong»                               | Район Кангнам, Сеул    |                                         | Підземна з острівною платформою                             | 23 грудня 1982  |
| 220                                | «Соллинг»                                          | 선릉               | «Seolleung»                              | Район Кангнам, Сеул    | Пунданг                                 | Підземна з береговими платформами                           | 23 грудня 1982  |
| 221                                | «Йоксам»                                           | 역삼               | «Yeoksam»                                | Район Кангнам, Сеул    |                                         | Підземна з береговими платформами                           | 23 грудня 1982  |
| 222                                | «Кангнам»                                          | 강남               | «Gangnam»                                | Район Кангнам, Сеул    | Сінпунданг                              | Підземна з береговими платформами                           | 23 грудня 1982  |
| 223                                | «Сеульський Національний Педагогічний Університет» | 교대               | «Seoul National University of Education» | Район Сочхо, Сеул      | Третя лінія                             | Підземна з береговими платформами                           | 23 грудня 1982  |
| 224                                | «Сочхо»                                            | 서초               | «Seocho»                                 | Район Сочхо, Сеул      |                                         | Підземна з береговими платформами                           | 17 грудня 1983  |
| 225                                | «Пангбе»                                           | 방배               | «Bangbae»                                | Район Сочхо, Сеул      |                                         | Підземна з береговими платформами                           | 17 грудня 1983  |
| 226                                | «Саданг»                                           | 사당               | «Sadang»                                 | Район Донгчак, Сеул    | Четверта лінія                          | Підземна з береговими платформами                           | 17 грудня 1983  |
| 227                                | «Наксонгде»                                        | 낙성대             | «Nakseongdae»                            | Район Кванак, Сеул     |                                         | Підземна з береговими платформами                           | 17 грудня 1983  |
| 228                                | «Сеульський Національний Університет»              | 서울대입구         | «Seoul National University»              | Район Кванак, Сеул     |                                         | Підземна з острівною платформою                             | 17 грудня 1983  |
| 229                                | «Бонгчхон»                                         | 봉천               | «Bongcheon»                              | Район Кванак, Сеул     |                                         | Підземна з острівною платформою                             | 22 травня 1984  |
| 230                                | «Сіллім»                                           | 신림               | «Sillim»                                 | Район Кванак, Сеул     |                                         | Підземна з острівною платформою                             | 22 травня 1984  |
| 231                                | «Сіндебанг»                                        | 신대방             | «Sindaebang»                             | Район Донгчак, Сеул    |                                         | Естакадна з береговими платформами                          | 22 травня 1984  |
| 232                                | «Цифровий комплекс Гуро»                           | 구로디지털단지     | «Guro Digital Complex»                   | Район Гуро, Сеул       |                                         | Естакадна з береговими платформами                          | 22 травня 1984  |
| 233                                | «Дерім»                                            | 대림               | «Daerim»                                 | Район Гуро, Сеул       | Сьома лінія                             | Естакадна з береговими платформами                          | 22 травня 1984  |
| 234                                | «Сіндорім»                                         | 신도림             | «Sindorim»                               | Район Гуро, Сеул       | Перша лінія                             | Підземна з однією острівною та двома береговими платформами | 22 травня 1984  |
| 235                                | «Мулле»                                            | 문래               | «Mullae»                                 | Район Йондингпхо, Сеул |                                         | Підземна з береговими платформами                           | 22 травня 1984  |
| 236                                | «Адміністрація району Йондингпхо»                  | 영등포구청         | «Yeongdeungpo-gu Office»                 | Район Йондингпхо, Сеул | П'ята лінія                             | Підземна з береговими платформами                           | 22 травня 1984  |
| 237                                | «Дангсан»                                          | 당산               | «Dangsan»                                | Район Йондингпхо, Сеул | Дев'ята лінія                           | Естакадна з береговими платформами                          | 22 травня 1984  |
| 238                                | «Хапчонг»                                          | 합정               | «Hapjeong»                               | Район Мапхо, Сеул      | Шоста лінія                             | Підземна з береговими платформами                           | 22 травня 1984  |
| 239                                | «Університет Хончік»                               | 홍대입구           | «Hongik University»                      | Район Мапхо, Сеул      | Кьонгі-Чунганг AREX                     | Підземна з острівною платформою                             | 22 травня 1984  |
| 240                                | «Сінчхон»                                          | 신촌               | «Sinchon»                                | Район Мапхо, Сеул      |                                         | Підземна з береговими платформами                           | 22 травня 1984  |
| 241                                | «Жіночий університет Ивха»                         | 이대               | «Ewha Womans University »                | Район Мапхо, Сеул      |                                         | Підземна з острівною платформою                             | 22 травня 1984  |
| 242                                | «Ахьон»                                            | 아현               | «Ahyeon»                                 | Район Мапхо, Сеул      |                                         | Підземна з береговими платформами                           | 22 травня 1984  |
| 243                                | «Чхунгчонгно»                                      | 충정로             | «Chungjeongno»                           | Район Содемун, Сеул    | П'ята лінія                             | Підземна з острівною платформою                             | 22 травня 1984  |
| 201                                | «Мерія»                                            | 시청               | «City Hall»                              | Район Чун, Сеул        | Перша лінія                             | Підземна з острівною платформою                             | 22 травня 1984  |
| Друга лінія (відгалуження Сонгсу)  |                                                    |                    |                                          |                        |                                         |                                                             |                 |
| № станції                          | Назва українською                                  | Назва корейською   | Назва англійською                        | Розташування           | Пересадка                               | Тип                                                         | Дата відкриття  |
| 211                                | «Сонгсу»                                           | 성수               | «Seongsu»                                | Район Сонгдонг, Сеул   | Друга лінія (головна лінія)             | Естакадна з двома острівними платформами                    | 31 жовтня 1980  |
| 211-1                              | «Йонгдап»                                          | 용답               | «Yongdap»                                | Район Сонгдонг, Сеул   |                                         | Наземна з береговими платформами                            | 31 жовтня 1980  |
| 211-2                              | «Сіндап»                                           | 신답               | «Sindap»                                 | Район Сонгдонг, Сеул   |                                         | Наземна з береговими платформами                            | 31 жовтня 1980  |
| 211-3                              | «Йонгду»                                           | 용두               | «Yongdu»                                 | Район Донгдемун, Сеул  |                                         | Підземна з береговими платформами                           | 20 жовтня 2005  |
| 211-4                              | «Сінсольдонг»                                      | 신설동             | «Sinseol-dong»                           | Район Донгдемун, Сеул  | Перша лінія Ui                          | Підземна з береговими платформами                           | 31 жовтня 1980  |
| Друга лінія (відгалуження Сінчонг) |                                                    |                    |                                          |                        |                                         |                                                             |                 |
| № станції                          | Назва українською                                  | Назва корейською   | Назва англійською                        | Розташування           | Пересадка                               | Тип                                                         | Дата відкриття  |
| 234                                | «Сіндорім»                                         | 신도림             | «Sindorim»                               | Район Гуро, Сеул       | Перша лінія Друга лінія (головна лінія) | Підземна з однією острівною та двома береговими платформами | 22 травня 1984  |
| 234-1                              | «Дорімчхон»                                        | 도림천             | «Dorimcheon»                             | Район Гуро, Сеул       |                                         | Підземна з береговими платформами                           | 22 травня 1992  |
| 234-2                              | «Адміністрація району Янгчхон»                     | 양천구청           | «Yangcheon-gu Office»                    | Район Янгчхон, Сеул    |                                         | Підземна з береговими платформами                           | 22 травня 1992  |
| 234-3                              | «Сінчонгнегорі»                                    | 신정네거리         | «Sinjeongnegeori»                        | Район Янгчхон, Сеул    |                                         | Підземна з береговими платформами                           | 29 лютого 1996  |
| 234-4                              | «Ккачхісан»                                        | 까치산             | «Kkachisan»                              | Район Кангсо, Сеул     | П'ята лінія                             | Підземна з однією острівною та однією береговою платформами | 20 березня 1996 |

## Галерея

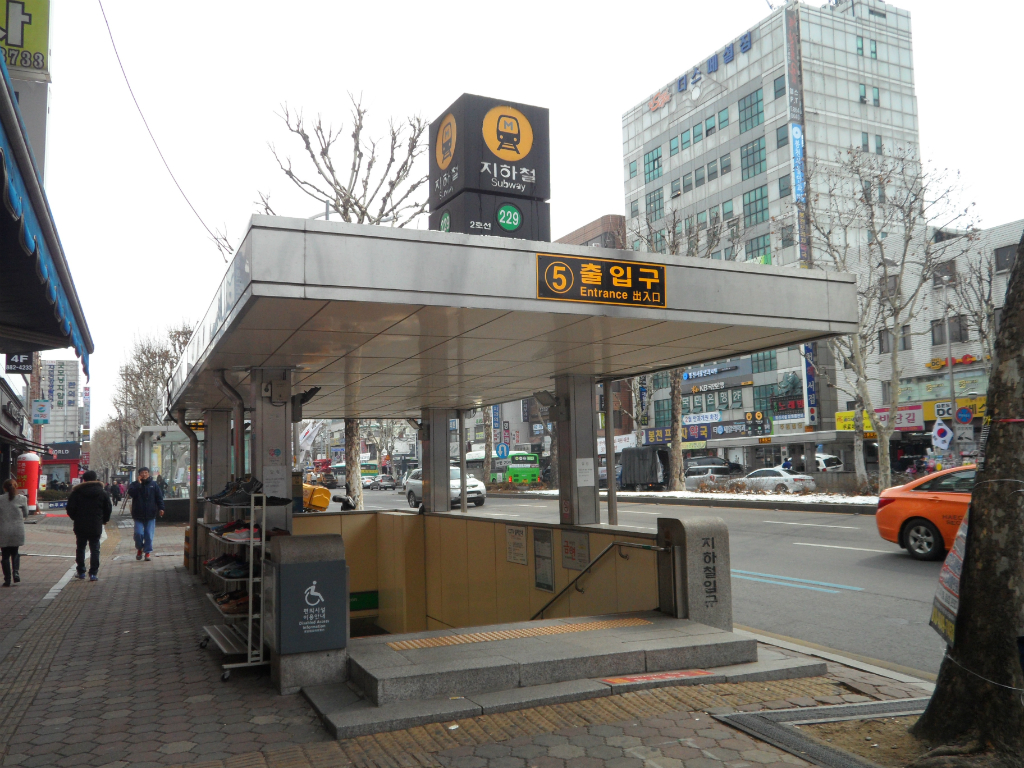
Один з виходів зі станції «Бонгчхон»
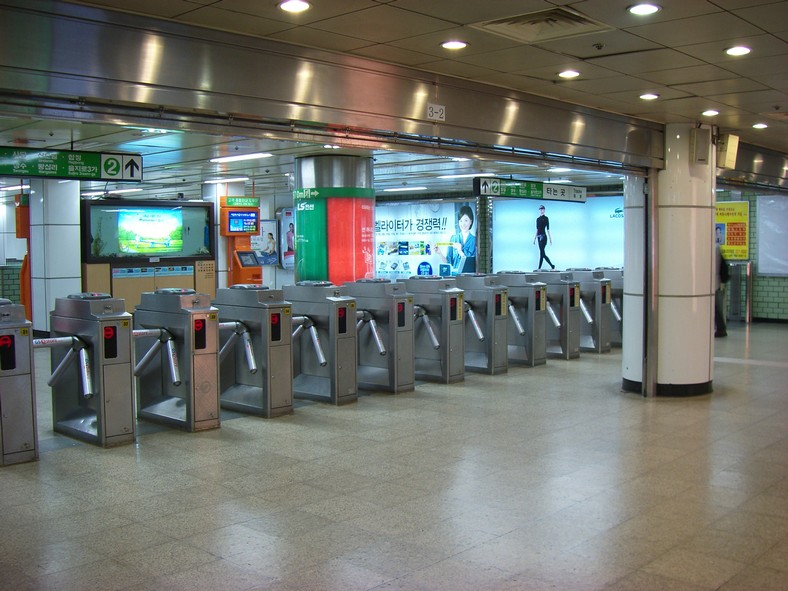
Турнікети на станції «Самсонг»
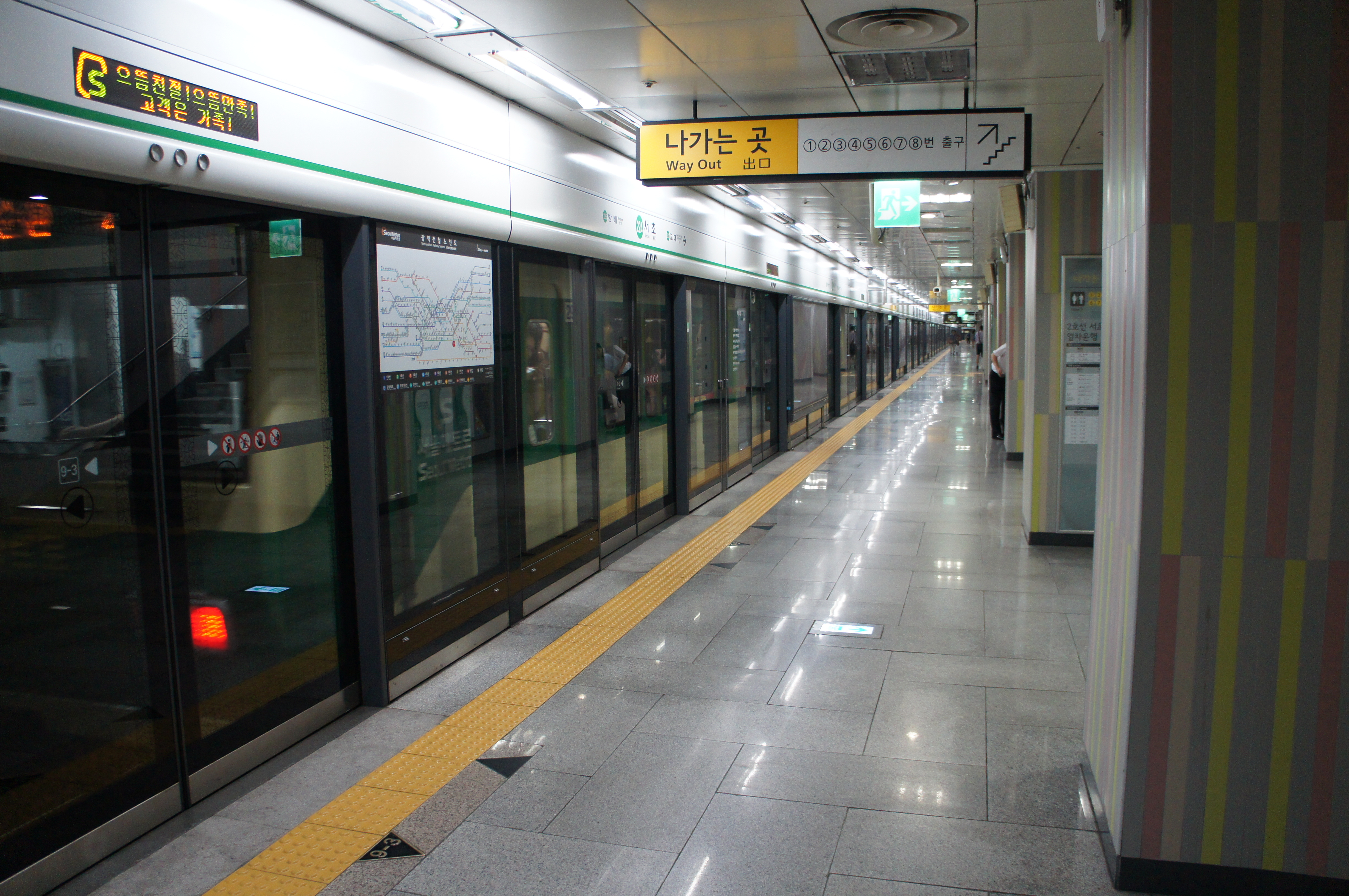
Платформа станції «Сочхо»
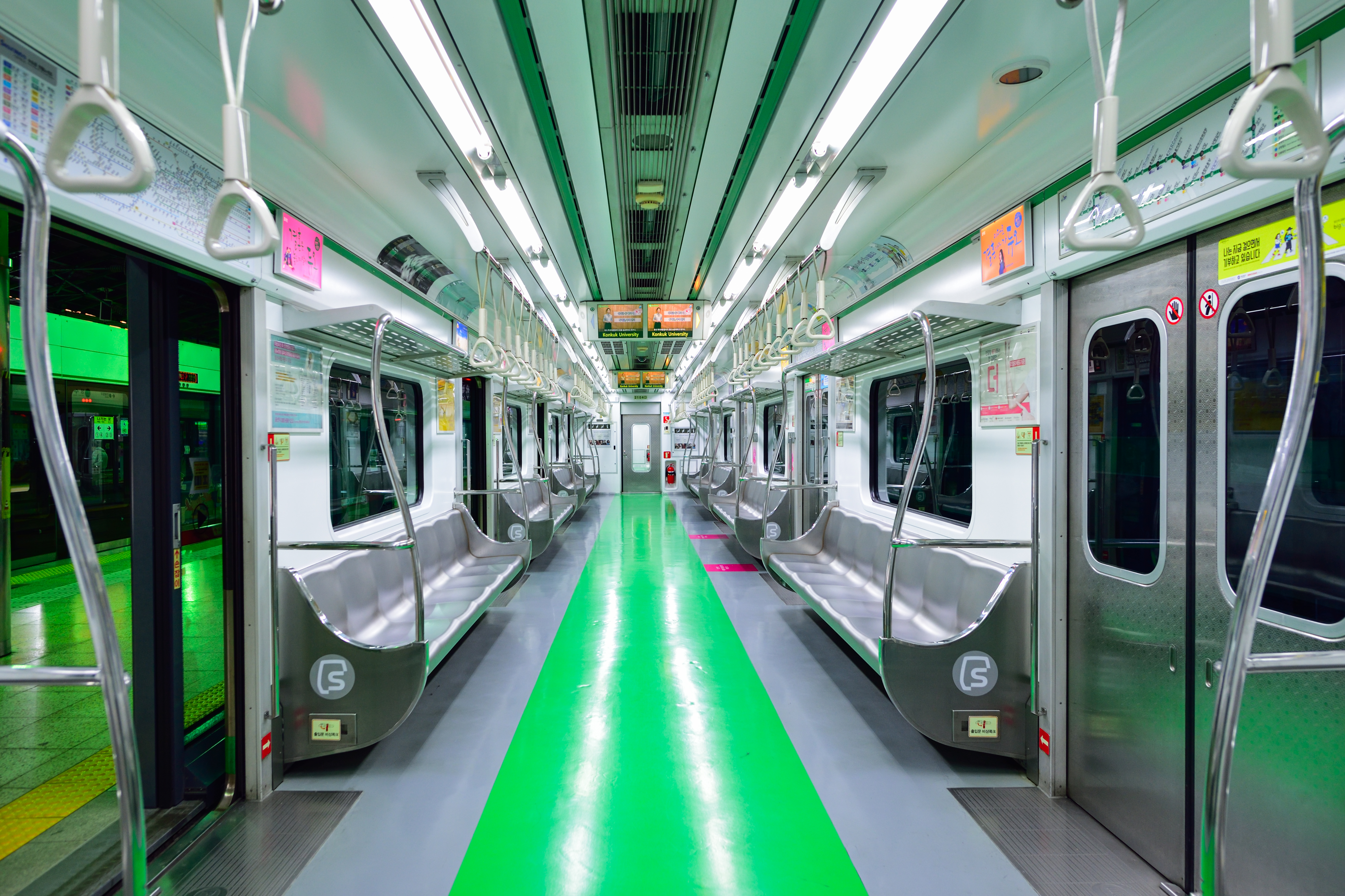
Всередині потягу